# Конный спорт на летних юношеских Олимпийских играх 2018
Соревнования по конному спорту на летних юношеских Олимпийских играх 2018 года прошли с 8 по 13 октября в конном клубе Аргентины в Буэнос-Айресе. Было разыграно 2 комплекта наград: в личном и командном конкуре.
В командных соревнованиях, участники были разделены на команды по континентам, которые они представляли, каждая команда состояла из 5 участников.

## Медали

### Общий зачёт
| Общее количество медалей |                   |        |         |        |       |
| Место                    | Страна            | Золото | Серебро | Бронза | Всего |
| —                        | Смешанная команды | 1      | 1       | 1      | 3     |
| 1                        | Италия            | 1      | 0       | 0      | 1     |
| 2                        | ОАЭ               | 0      | 1       | 0      | 1     |
| 3                        | Гондурас          | 0      | 0       | 1      | 1     |
| Всего:                   | Всего:            | 2      | 2       | 2      | 6     |

### Медалисты
| Дисциплина       | Золото | Серебро | Бронза |
| Личный конкур    | Джакомо Казадеи Италия | Омар Аль-Марзуки ОАЭ                                                                                                | Педро Эспиноса Гондурас |
| Командный конкур | Северная Америка Николь Мейер Робредо (MEX) Матео Филиппе Колес (HAI) Марисса дель Пилар Томпсон (PAN) Педро Эспиноса (HON) Мэтти Хэтчер (USA) | Европа Джек Уитакер (GBR) Джакомо Казадеи (ITA) Винсе Ярми (HUN) Ровен ван де Мхен (NED) Симон Ян Морссинкхов (BEL) | Африка Ахмед Насер Эльнагар (EGY) Брианаг Линдси Кларк (ZIM) Анна Бунти Ховард (ZAM) Ханна Айви Картон (RSA) Марго Коениг (MRI) |

## Квалификация
Квалификационные соревнования прошли в шести зонах (Европа, Северная Америка, Южная Америка, Азия, Австралазия и Африка), каждый Национальный олимпийский комитет (НОК) может быть представлен только 1 конником. Как хозяйке турнира, Аргентине, автоматически была предоставлена 1 квота, помимо этого, трехсторонняя комиссия должна была распределить 6 квот, но не все воспользовались квотой, что привело к их сокращению. Остальные места были распределены на квалификационных мероприятиях и согласно рейтингу FEI на 31 декабря 2017 года. Если в какой-то зоне не будут использованы выделенные квоты, они перейдут в другие зоны. В соревнованиях, согласно правилам, смогут принять участие спортсмены рождённые с 1 января 2000 года по 31 декабря 2003 года.
Всего в соревнованиях выступят 30 человек из 30 стран мира.
| Континент        | Мероприятие                               | Дата              | Всего квот | Страны                                           |
| ---------------- | ----------------------------------------- | ----------------- | ---------- | ------------------------------------------------ |
| Африка           | Рейтинг FIE                               | 31 декабря 2017   | 4          | Египет ЮАР Замбия Зимбабве                       |
| Африка           | Трёхсторонняя комиссия                    |                   | 1          | Маврикий                                         |
| Азия             | Рейтинг FIE                               | 31 декабря 2017   | 7          | Гонконг Иран Иордания Катар Сирия ОАЭ Узбекистан |
| Азия             | Трёхсторонняя комиссия                    |                   | 1          | Ирак                                             |
| Европа           | Чемпионат Европы по конкуру среди юниоров | 8-13 августа 2017 | 5          | Бельгия Великобритания Венгрия Италия Нидерланды |
| Северная Америка | Чемпионат Северной Америки среди юниоров  | 18-23 июля 2017   | 2          | Мексика США                                      |
| Северная Америка | Рейтинг FIE                               | 31 декабря 2017   | 2          | Гондурас Панама                                  |
| Северная Америка | Трёхсторонняя комиссия                    |                   | 1          | Гаити                                            |
| Океания          | Рейтинг FIE                               | 31 декабря 2017   | 2          | Австралия Новая Зеландия                         |
| Южная Америка    | Страна-хозяйка                            |                   | 1          | Аргентина                                        |
| Южная Америка    | Рейтинг FIE                               | 31 декабря 2017   | 4          | Боливия Бразилия Парагвай Венесуэла              |
| Всего            |                                           |                   | 30         |                                                  |